# 廣瀬純 (批評家)
廣瀬 純（ひろせ じゅん、1971年 - ）は、日本の批評家。龍谷大学教授。
専門は映画論、現代思想、フランス語・フランス文学。
妻は青山真治映画のプロデューサーなどを務めた佐藤公美。
主な著書に『美味しい料理の哲学』、『闘争のアサンブレア』、『シネキャピタル』、『蜂起とともに愛がはじまる』、『シネマの大義』。

## 経歴
早稲田大学大学院文学研究科芸術学専攻修士課程修了。パリ第三大学映画視聴覚研究科博士課程中退。
映画批評誌「カイエ・デュ・シネマ・ジャポン」元編集委員。フランスの映画雑誌「VERTIGO」編集委員。
ジャン＝リュック・ゴダールなどヌーヴェルヴァーグを研究。

## 著書

### 単著
- 『美味しい料理の哲学』（河出書房新社、2005年）
- 『闘争の最小回路 南米の政治空間に学ぶ変革のレッスン』（人文書院、2006年）
- 『シネキャピタル』（洛北出版、2009年）
- 『蜂起とともに愛がはじまる 思想/政治のための32章』（河出書房新社、2012年）
- 『絶望論 革命的になることについて』（月曜社、2013年）
- 『アントニオ・ネグリ 革命の哲学』（青土社、2013年）
- 『暴力階級とは何か 情勢下の政治哲学 2011-2015』（航思社、2015年）
- 『シネマの大義 廣瀬純映画論集』（フィルムアート社、2017年）

### 共編著
- 『闘争のアサンブレア』（月曜社、2009年、コレクティボ・シトゥアシオネスと共著）
- 『資本の専制、奴隷の叛逆』（航思社、2016年、編著）
- 『三つの革命 ドゥルーズ＝ガタリの政治哲学』（講談社、2017年、佐藤嘉幸と共著）
- 『ドゥルーズと革命の思想』（以文社、2022年、堀千晶・山崎雅広と共著）

### 訳書
- 『芸術とマルチチュード』（月曜社、2007年、アントニオ・ネグリ著）
- 『未来派左翼』（NHK出版、2008年、アントニオ・ネグリ著）
- 『マルチチュードの文法 現代的な生活形式を分析するために』（月曜社、2009年、パオロ・ヴィルノ著）
- 『ノー・フューチャー イタリア・アウトノミア運動史』（洛北出版、2010年、フランコ・ベラルディ著）